# Sleepless (álbum)
Sleepless es el primer EP de la banda Irlandesa de Metalcore, Follow My Lead. El EP fue lanzado en iTunes y en la cuenta de Youtube oficial de la banda el 23 de agosto de 2013.
Este EP cuenta con 6 canciones, todas auto-producidas por ellos mismos.

## Historia
Luego del debut single de la banda "Take To The Streets", a fines de 2012 y principios de 2013 comenzaron la grabación y producción de su propio debut EP, el cual sería usado para buscar alguna discográfica del género. 
Todas las canciones fueron grabadas y producidas por la banda en la casa de Mattie Foxx, cantante en aquel entonces. De la posproducción de encargo Foxx también.

## Videos musicales
El EP contiene dos vídeos musicales, el primero es de la canción "Crestfallen" y se lanzó el 20 de abril de 2013, un mes antes de la salida del EP, para promocionarse.
El segundo video es de la canción "Sippin' 40s" junto a Ryan Dawson. Este vídeo salió un día antes de la salida del EP.

## Lista de canciones
| Sleepless |                                 |          |  |
| N.º       | Título                          | Duración |  |
| 1.        | «Drained»                       | 3:16     |  |
| 2.        | «Crestfallen»                   | 4:43     |  |
| 3.        | «Sleepless»                     | 4:31     |  |
| 4.        | «D(e)ad»                        | 6:03     |  |
| 5.        | «My Heart The Ocean»            | 3:54     |  |
| 6.        | «Sippin' 40s» (con Ryan Dawson) | 3:15     |  |
| 25:44     |                                 |          |  |

## Créditos y personal
Follow My Lead
- Mattie Foxx - Voz
- Declan Graham - Bajo y Coros
- Niall Friel - Guitarra líder
- William Woods - Batería
- Robbie Thorne - Guitarra rítmica y Coros

Miembros Invitados
- Ryan Dawson - (Track 6)

Producción
Mattie Foxx - Grabación y Producción
Follow My Lead - Producción